# CP Danmark
CP Danmark - Landsforeningen for cerebral parese (tidligere Spastikerforeningen) er en dansk handicappolitisk interesseorganisation, der arbejder for at forbedre forholdene og livskvaliteten for landets 10.000 mennesker med cerebral parese (spastisk lammelse).
Foreningen blev dannet den 30. oktober 1950 og har i dag 4.500 medlemmer. Foreningen har 16 kredsforeninger samt en ungdomsafdeling, CP Ung.
CP Danmarks landsformand er Pia Allerslev, tidligere borgmester i København, og øverste myndighed er hovedbestyrelsen. Foreningens sekretariat har hjemme i Handicaporganisationernes Hus i Høje-Taastrup og ledes af direktør Mogens Wiederholt. Prinsesse Benedikte er protektor for foreningen.
CP Danmark arbejder blandt andet for at: Styrke behandlingsmuligheder, forebyggelse og forskning på området, sikre social tryghed, undervisnings/beskæftigelsesmuligheder og hensigtsmæssige bolig-, pleje- og støtteforhold, støtte, vejlede og rådgive medlemmerne efter individuelt behov og udbrede kendskabet til og forståelsen for cerebral parese.
Foreningen kritiseres dog fra flere sider for ikke at ville oplyse offentligheden om behandlingen af de danske spastiske børn. Over en periode på 51 år fra 1929-1980 var de ofte udsat for langvarige og smertefulde behandlinger og operationer, som i mange tilfælde var virkningsløse eller direkte skadelige.